# 徐一澤
徐一澤（2003年8月18日—），本名林恩特，香港男演員、歌手，2007年因參演美國動作喜劇連續劇《超市特工》成為童星出道。2019年12月7日，徐一澤受邀擔任新人導演並參演了《黃埔話劇》的演出。

## 經歷
徐一澤出生于广东省汕尾市，家裏還有一個妹妹，後隨母親移民香港特別行政區。
2007年9月24日，徐一澤參演美國連續劇《超市特工》第一季。
2019年12月7日，徐一澤受到邀請，擔任新人導演並參演了《黃埔話劇》。2020年12月27日，徐一澤與藍心羽合作推出單曲《來不及》。
2021年10月21日，徐一澤發行改編單曲《都不懂》在網路引起關注。